# 東八潮
東八潮（日语：／ Higashi-yashio */?）是東京都品川區的地名，不設丁番。2013年8月1日為止的人口為0人。郵遞區號為135-0092。

## 地理
位於東京臨海副都心西端，鄰接港區台場與江東區青海，中央有首都高速灣岸線通過。原為東京灣埋立地13號地，現在是品川區的孤立飛地。全域為填海地，完全沒有住宅、商業設施或學校。保留了大量的自然景觀，假日與週末吸引大量民眾前往。潮風公園幾乎占據東八潮全域。

## 歷史
- 1983年2月1日 - 實施住居表示[2]。

### 町名變遷
| 實施後 | 實施年月日   | 實施前                                                                 |
| ------ | ------------ | ---------------------------------------------------------------------- |
| 東八潮 | 1983年2月1日 | 東京都港區、江東區與品川區的公有水面埋立地（東京港十三號埋立地）一部分 |

### 地名由來
因位於八潮東方而得名。

## 交通
江東區青海的百合鷗號東京國際郵輪碼頭站是最近的車站。

## 設施
- 潮風公園
  - 潮風橋
- 東八潮綠道公園
- 青海北埠頭公園
- 船之科學館
  - 宗谷 - 船之科學館的戶外展示物
  - 體驗教室池

## 備註
1. ↑  .   [2013年8月7日]. （原始内容存档于2014年2月23日）.
2. ↑  1983年（昭和58年）3月19日自治省告示第62号「住居表示を実施した件」

Template:東京臨海副都心景點